# Македонская Википедия
Македо́нская Википе́дия (макед. Македонската Википедија или Википедия на македонском языке, макед. Википедија на македонски јазик) — раздел Википедии на македонском языке.
Македонский раздел Википедии неоднократно упоминался в местных газетах, в частности в газете «Нова Македонија».

## История
Открыт 4 сентября 2003 года, но лишь в марте 2005 года число статей в разделе превысило 100. С этого времени раздел стал динамично развиваться: так 23 мая того же года там было уже 500 статей, 8 июня — 1000 статей и более 100 зарегистрированных участников, а 7 сентября — уже 2500 статей.
31 марта 2006 года была написана 5000-я статья.
16 октября 2006 года была создана Македонская Викитека.
22 июня 2007 года число статей превысило 10 000.
6 ноября 2008 года число статей превысило 20 000.
17 апреля 2010 года число статей превысило 40 000.
В 2010 году с помощью бота было создано более 500 тысяч перенаправлений при помощи переноса названий из интервик. Благодаря этому показатель глубины раздела превысил 500 и стал вторым после английской Википедии среди википедий с числом статей больше 10 тысяч и наивысшим для Википедий с числом статей от 10 000 до 100 000. В мае 2015 года перенаправления были удалены, и глубина резко упала, но всё равно была на уровне больше 100.
30 июня 2011 года в пространство Македонской Википедии был загружен 5-тысячный файл.
2 октября 2011 года число статей превысило 50 000.
19 августа 2012 года число статей превысило 60 000 статей.
28 марта 2013 года число статей превысило 70 000
16 декабря 2014 года число статей превысило 80 000

## Современное состояние
На 16 июля 2025 содержит 153 995 статей, зарегистрировано 124 000 участников, из них 212 совершили какое-либо действие за последние 30 дней, 12 участников имеют статус администратора. Показатель глубины македонской Википедии равен 72,1.
| \| Количество просмотров по странам (01/14 – 04/14) Источник \| Количество просмотров по странам (01/14 – 04/14) Источник \| Количество просмотров по странам (01/14 – 04/14) Источник \| Количество просмотров по странам (01/14 – 04/14) Источник \| Количество просмотров по странам (01/14 – 04/14) Источник \| \| --------------------------------------------------------- \| --------------------------------------------------------- \| --------------------------------------------------------- \| --------------------------------------------------------- \| --------------------------------------------------------- \| \| Северная Македония \| \| \| 83.8 % \| \| \| Болгария \| \| \| 2.3 % \| \| \| США \| \| \| 2.3 % \| \| \| Сербия \| \| \| 1.2 % \| \| \| Германия \| \| \| 1.0 % \| \| \| Другие страны \| \| \| 9.4 % \| \| |  |  |        |  |
| Количество просмотров по странам (01/14 – 04/14) Источник |  |  |        |  |
| |  |  |        |  |
| Северная Македония |  |  | 83.8 % |  |
| Болгария |  |  | 2.3 %  |  |
| США |  |  | 2.3 %  |  |
| Сербия |  |  | 1.2 %  |  |
| Германия |  |  | 1.0 %  |  |
| Другие страны |  |  | 9.4 %  |  |